# Roberto Telch
Roberto Telch (San Vicente, Córdoba, Argentina; 6 de noviembre de 1943 - Buenos Aires, Argentina; 12 de octubre de 2014) fue un futbolista y director técnico argentino. Jugaba como mediocampista central y su primer equipo fue San Lorenzo de Almagro. Su último club antes de retirarse fue Colón de Santa Fe.

## Trayectoria
Telch se formó en las inferiores de San Lorenzo de Almagro y tuvo su debut como profesional el 9 de septiembre de 1962 en una victoria por 3-2 contra Ferro. Fue convocado por primera vez a la Selección Argentina en 1964 para jugar la Copa de las Naciones, donde le convirtió dos goles al Brasil de Pelé y se consagró campeón.
En 1968 Telch ganó el Torneo Metropolitano, su primer título con San Lorenzo, integrando el equipo de Los Matadores, llamado así porque fue el primero en la era profesional del fútbol argentino en completar una temporada sin perder un juego.
También fue parte del equipo de San Lorenzo que en 1972 ganó los campeonatos Metropolitano y Nacional, este último sin perder un partido. Su último título con el Ciclón fue el Torneo Nacional de 1974, año en el que también disputó la Copa Mundial de Alemania con la Selección Argentina.
Al final de la temporada de 1975 dejó San Lorenzo, para entonces había jugado 413 juegos para el club, anotando 25 goles. Es uno de los cinco jugadores que ha ganado cuatro campeonatos de liga con el Ciclón, siendo los otros Sergio Villar, Victorio Cocco, Antonio García Ameijenda y Agustín Irusta; además, tiene la segunda mayor cantidad de apariciones para el club detrás de Sergio Villar (446). 
Telch jugó para Unión de Santa Fe entre 1976 y 1979, acumulando un total de 129 partidos y 2 goles. En el Tate no pudo consagrarse campeón del Torneo Nacional de 1979 debido a la regla del gol de visitante, ya que ambas finales ante River Plate terminaron empatadas (1-1 en el 15 de Abril, 0-0 en el Monumental). Al año siguiente pasó al clásico rival Colón de Santa Fe, donde finalmente decidió retirarse al terminar la temporada. En total jugó 630 partidos en Primera División, siendo superado solamente por Hugo Gatti y Ricardo Bochini.
Una vez retirado comenzó su carrera como entrenador haciendo dupla técnica con Miguel Tojo: juntos dirigieron a Racing-Tavella, Arsenal de Sarandí (donde ascendieron a la Primera B Metropolitana), Cipolletti de Río Negro, Deportivo Pereira y Atlético Bucaramanga (ambos de Colombia), Chaco For Ever y Banfield.
En los últimos años se había alejado completamente del mundo del fútbol y estaba abocado a atender un comercio. Falleció el 12 de octubre de 2014 a la edad de 70 años, víctima de un infarto.

## Clubes

### Como jugador
| Club                   | País      | Año       |
| ---------------------- | --------- | --------- |
| San Lorenzo de Almagro | Argentina | 1962-1975 |
| Unión de Santa Fe      | Argentina | 1976-1979 |
| Colón de Santa Fe      | Argentina | 1980      |

### Como entrenador
| Club                 | País      | Año         |
| -------------------- | --------- | ----------- |
| Racing de Córdoba    | Argentina | 1982 - 1983 |
| Arsenal de Sarandí   | Argentina | 1986        |
| Bella Vista          | Uruguay   | 1987        |
| Deportivo Pereira    | Colombia  | 1987        |
| Atlético Bucaramanga | Colombia  | 1988        |
| Banfield             | Argentina | 1991        |

## Estadísticas

### Como jugador
Datos actualizados al fin de la carrera deportiva
| San Lorenzo Argentina |               |               |     |    |    |    |    |     |     |    |
| 1.ª | 1962          | 3             | 0   | -  | -  | -  | -  | 3   | 0   |    |
| 1.ª | 1963          | 19            | 7   | -  | -  | -  | -  | 19  | 7   |    |
| 1.ª | 1964          | 29            | 2   | -  | -  | -  | -  | 29  | 2   |    |
| 1.ª | 1965          | 32            | 1   | -  | -  | -  | -  | 32  | 1   |    |
| 1.ª | 1966          | 34            | 2   | -  | -  | -  | -  | 32  | 1   |    |
| 1.ª | 1967          | 25            | 0   | -  | -  | -  | -  | 25  | 0   |    |
| 1.ª | 1968          | 33            | 2   | -  | -  | -  | -  | 33  | 2   |    |
| 1.ª | 1969          | 30            | 2   | 6  | 0  | -  | -  | 36  | 2   |    |
| 1.ª | 1970          | 38            | 4   | 9  | 0  | -  | -  | 47  | 4   |    |
| 1.ª | 1971          | 43            | 4   | -  | -  | -  | -  | 43  | 4   |    |
| 1.ª | 1972          | 32            | 5   | -  | -  | -  | -  | 32  | 5   |    |
| 1.ª | 1973          | 39            | 2   | -  | -  | 10 | 0  | 49  | 2   |    |
| 1.ª | 1974          | 29            | 2   | -  | -  | -  | -  | 29  | 2   |    |
| 1.ª | 1975          | 35            | 0   | -  | -  | -  | -  | 35  | 0   |    |
| 1.ª | Total club    | 421           | 33  | 15 | 0  | 10 | 0  | 446 | 33  |    |
| Unión Argentina |               |               |     |    |    |    |    |     |     |    |
| 1.ª | 1976          | 50            | 0   | -  | -  | -  | -  | 50  | 0   |    |
| 1.ª | 1977          | 50            | 1   | -  | -  | -  | -  | 50  | 1   |    |
| 1.ª | 1978          | 51            | 0   | -  | -  | -  | -  | 51  | 0   |    |
| 1.ª | 1979          | 33            | 0   | -  | -  | -  | -  | 33  | 0   |    |
| 1.ª | Total club    | 184           | 1   | 0  | 0  | 0  | 0  | 184 | 1   |    |
| Colón Argentina |               |               |     |    |    |    |    |     |     |    |
| 1.ª | 1980          | 29            | 0   | -  | -  | -  | -  | 29  | 0   |    |
| 1.ª | Total club    | 29            | 0   | 0  | 0  | 0  | 0  | 29  | 0   |    |
| Total carrera | Total carrera | Total carrera | 634 | 34 | 15 | 0  | 10 | 0   | 659 | 34 |
| (1) Incluye datos de la Copa Argentina (1969, 1970). (2) Incluye datos de la Copa Libertadores (1973). (3) No incluye goles en partidos amistosos. |               |               |     |    |    |    |    |     |     |    |

## Selección nacional

### Participaciones en Copas del Mundo
| Mundial              | Sede     | Resultado    | PJ | G |
| -------------------- | -------- | ------------ | -- | - |
| Copa Mundial de 1974 | Alemania | Segunda fase | 5  | 0 |

## Palmarés

### Como jugador

#### Campeonatos nacionales
| Título           | Club                   | País      | Año    |
| ---------------- | ---------------------- | --------- | ------ |
| Primera División | San Lorenzo de Almagro | Argentina | M-1968 |
| Primera División | San Lorenzo de Almagro | Argentina | M-1972 |
| Primera División | San Lorenzo de Almagro | Argentina | N-1972 |
| Primera División | San Lorenzo de Almagro | Argentina | N-1974 |

#### Campeonatos internacionales
| Título               | Club                | País   | Año  |
| -------------------- | ------------------- | ------ | ---- |
| Copa de las Naciones | Selección Argentina | Brasil | 1964 |

### Como entrenador

#### Logros deportivos
| Título                       | Club               | País      | Año  |
| ---------------------------- | ------------------ | --------- | ---- |
| Ascenso a la B Metropolitana | Arsenal de Sarandí | Argentina | 1986 |

### Distinciones individuales
| Distinción                                                                                   | Año  |
| -------------------------------------------------------------------------------------------- | ---- |
| Medallista de Plata en los Juegos Panamericanos                                              | 1963 |
| Goleador de la Copa de las Naciones                                                          | 1964 |
| Jugador con más títulos nacionales en San Lorenzo (junto a Amijenda, Villar, Irusta y Cocco) | 1974 |